# 圣若翰洗者堂 (里奥马焦雷)

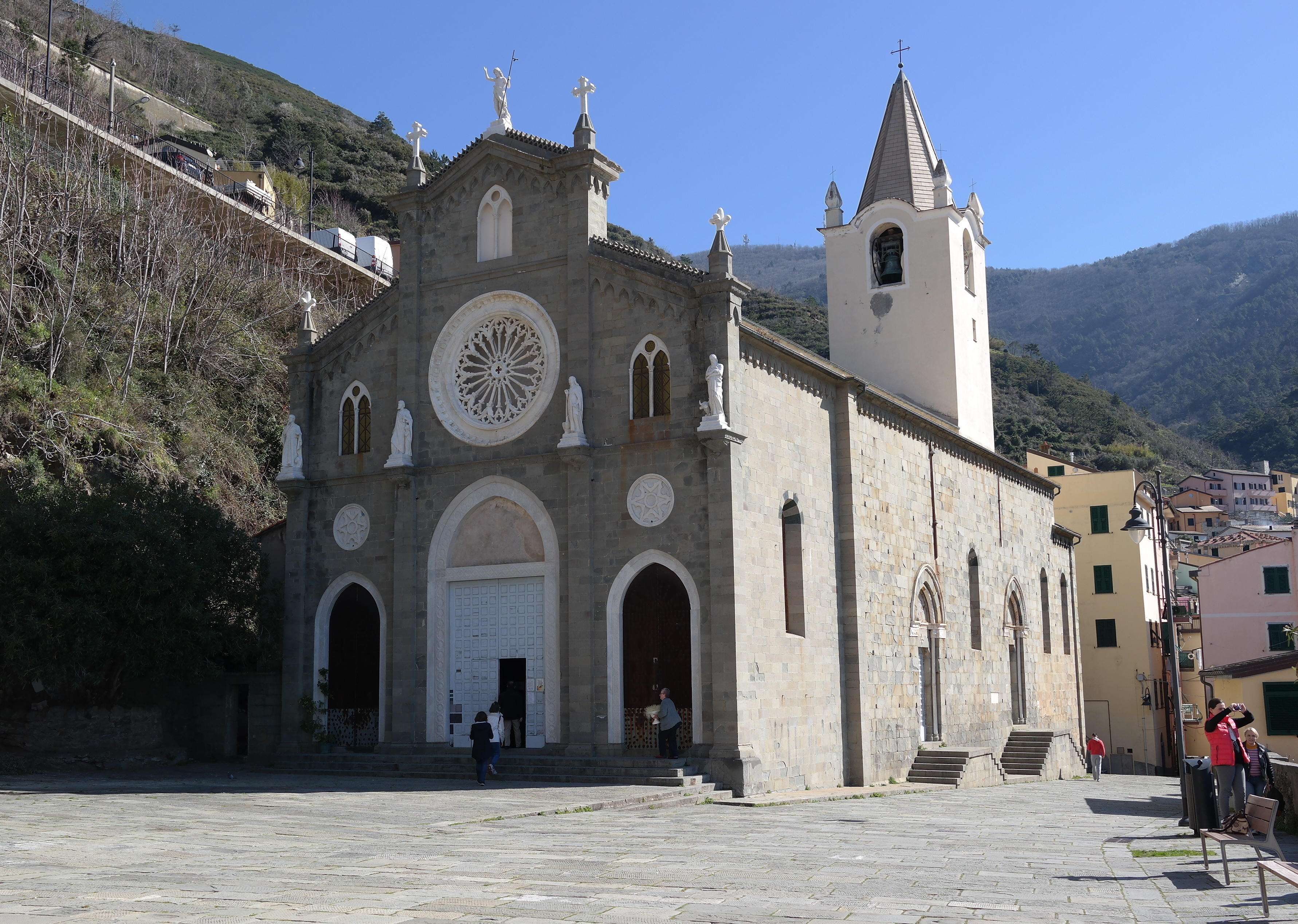

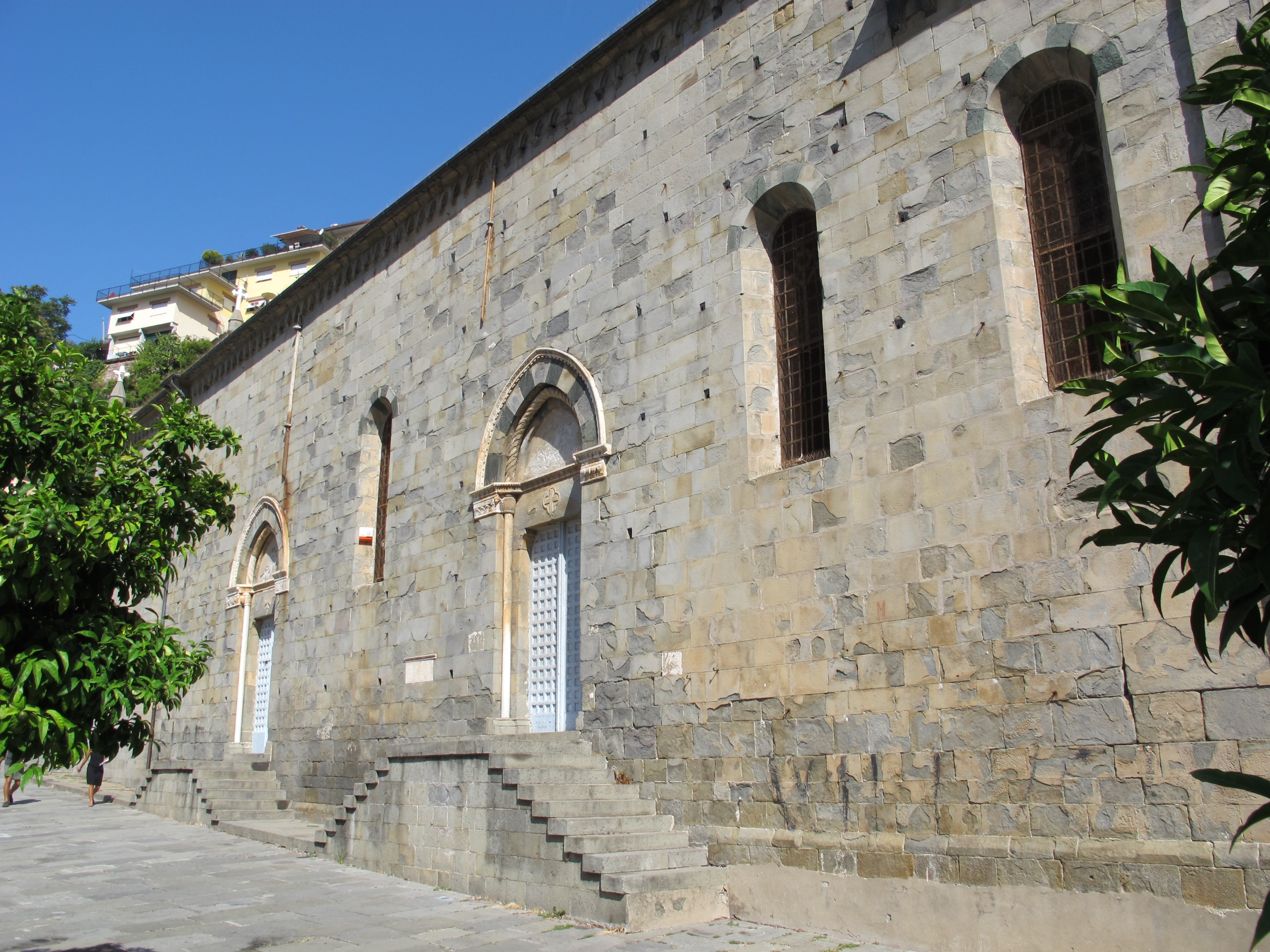

圣若翰洗者堂（意大利语：Chiesa di San Giovanni Battista）是意大利拉斯佩齐亚省五渔村地区里奥马焦雷一座罗马天主教教堂，属于天主教拉斯佩齐亚-萨尔扎纳-布鲁尼亚托教区。
该堂创建于1340年。
在1870-1871年，该堂进行了一次重大的改建，成为新哥特式风格。然而还保留了十四世纪白色卡拉拉大理石的玫瑰窗以及旧堂的一些哥特式元素i。

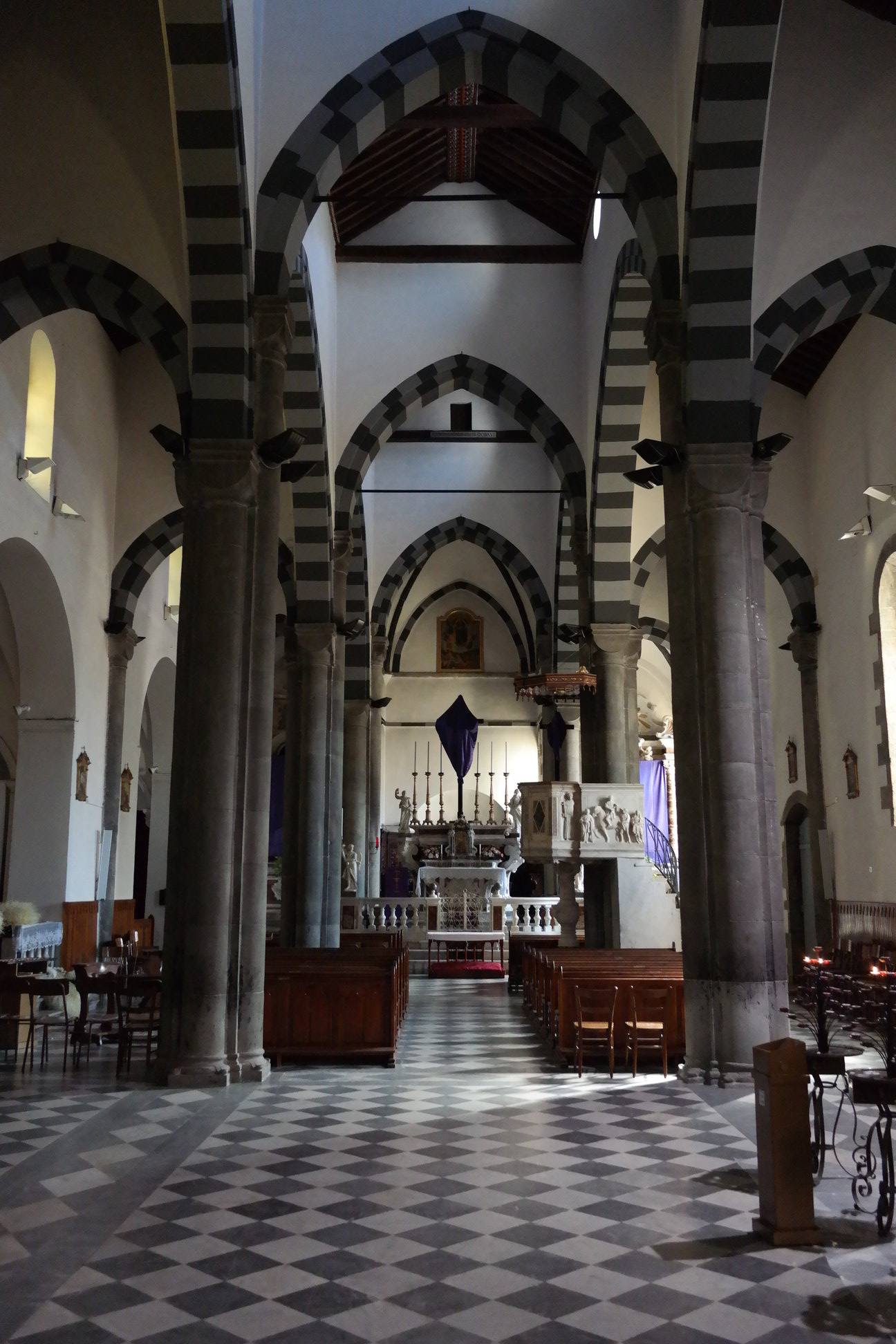
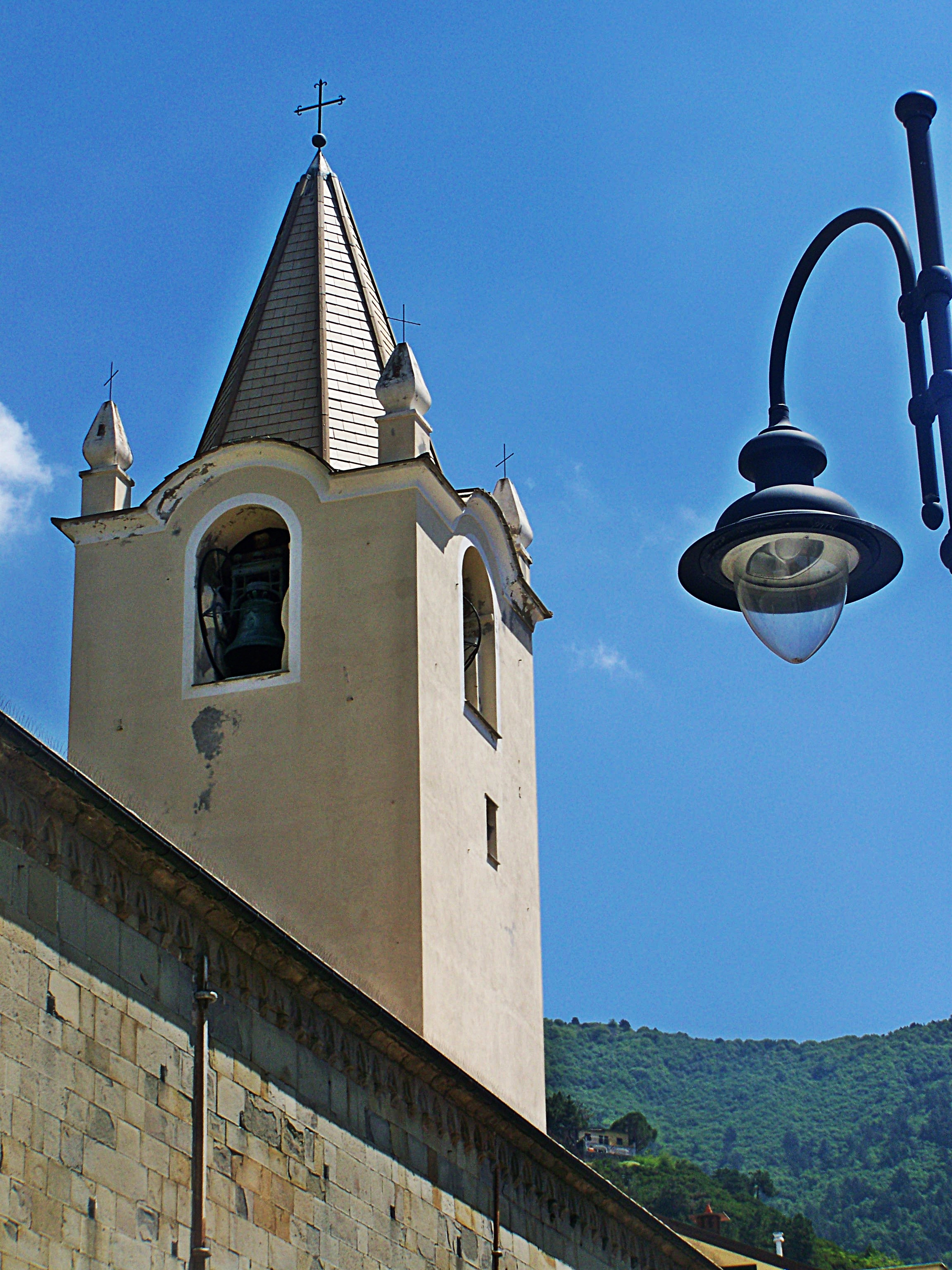
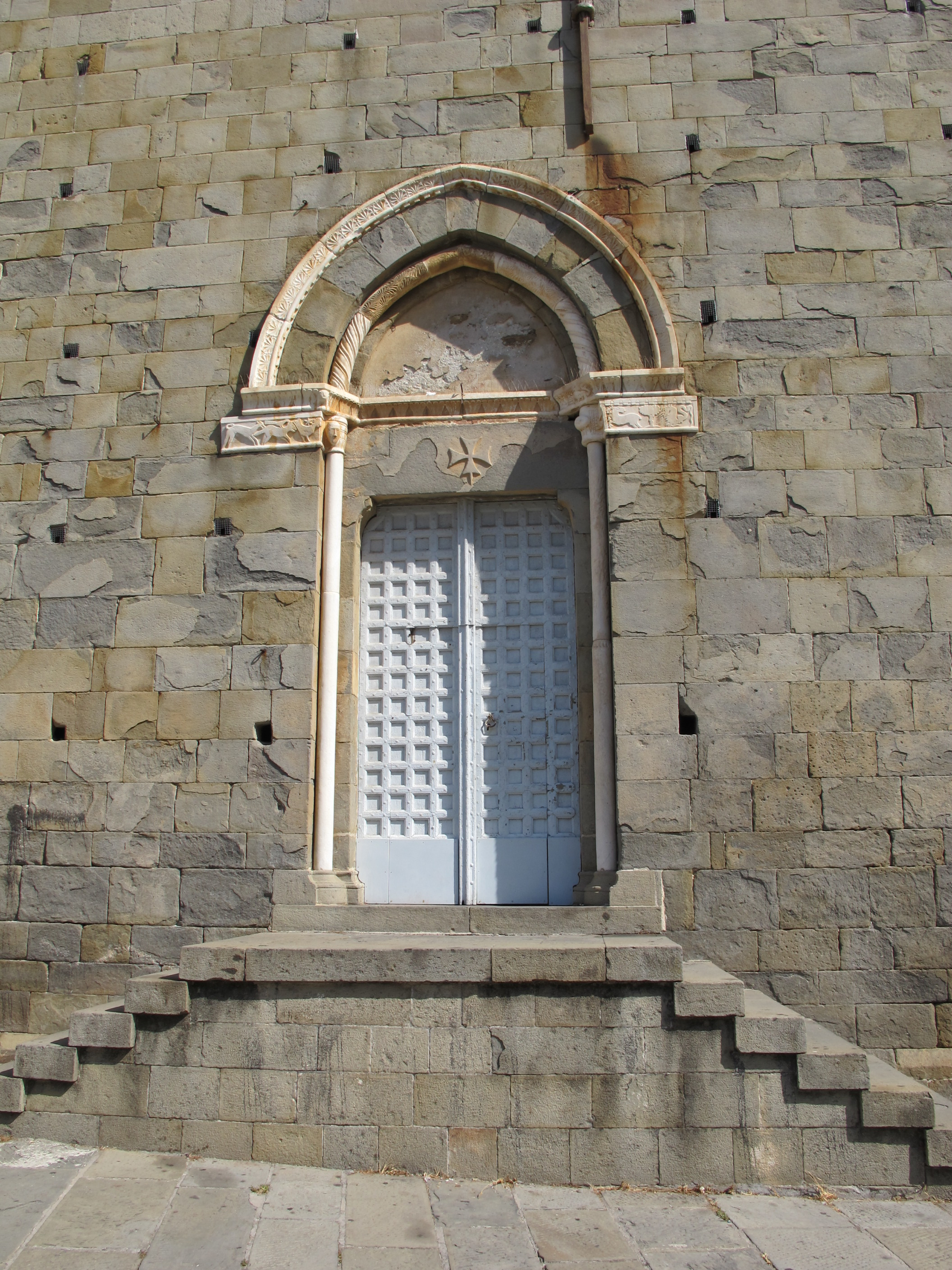